# سیارک ۱۵۱۴۶
سیارک ۱۵۱۴۶ (به انگلیسی: 15146 Halpov، نامگذاری:2000EQ130) پانزده هزار و صد و چهل و ششمین سیارک کشف شده‌است که در ۱۱ مارس ۲۰۰۰ کشف شد.
قدر مطلق سیارک برابر ۲۳.۴ است.